# Aron ha-kodesz

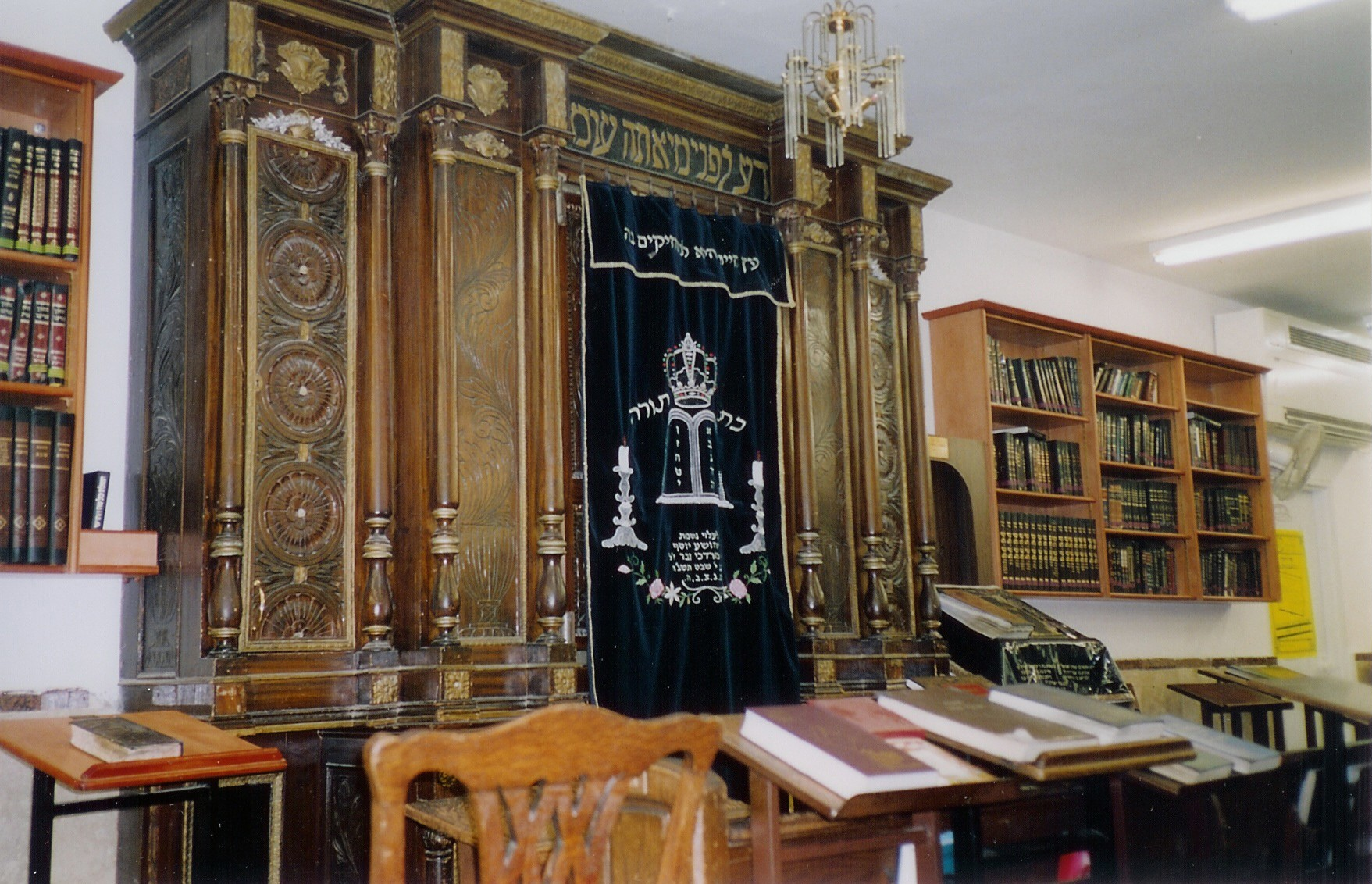
Aron ha-kodesz przykryty parochetem

Aron ha-kodesz (hebr. ‏ארון הקודש‎ „święta arka”) – w synagodze szafa ołtarzowa w postaci ozdobnej drewnianej skrzynki służąca do przechowywania zwojów Tory, czyli rodału. Jeden z najważniejszych elementów wyposażenia głównej sali modlitwy, stojący na osi ściany skierowanej w stronę Jerozolimy, w Europie na ścianie wschodniej. Kształt, oprawa szafy i ornamenty aron ha-kodeszy zależne były od epoki i kraju, w którym zostały wykonane. W Polsce bywały one jedno-, dwu- lub trzykondygnacjowe, murowane lub drewniane.
Aron ha-kodesz przysłonięty jest zasłoną zwaną parochet, zdejmowaną podczas modlitw. Nawiązuje on do bram prowadzących do sanktuarium Świątyni Jerozolimskiej. Parochet składa się z centralnego kawałka materiału zwanego lustrem oraz dwóch pasów z innej tkaniny po bokach, które symbolizują kolumny w Świątyni. W dziewiątym dniu miesiąca aw, będącym pamiątką zburzenia Jerozolimy, zawiesza się czarny parochet, natomiast w Rosz ha-Szana i Jom Kipur – biały. Z kolei na parochecie zawiesza się kaporet – pas tkaniny symbolizujący wieko Arki Przymierza.